# Alekszej Nyikolajevics Szpirin
Alekszej Nyikolajevics Szpirin, oroszul: Алексей Николаевич Спирин (Ruzajevka, Mordvinföld, 1952. január 4. – 2024. január 31.) orosz nemzetközi labdarúgó-játékvezető. Polgári foglalkozása adjunktus, tanár, a Moszkva Műszaki Fizikai Intézetben vizsgázott, dolgozott.

## Pályafutása

### Nemzeti játékvezetés
Játékvezetésből Ruzajevkában vizsgázott. Vizsgáját követően a Ruzajevkai járási Labdarúgó-szövetség által üzemeltetett labdarúgó bajnokságokban kezdte sportszolgálatát. Az Orosz Labdarúgó-szövetség (RFU) Játékvezető Bizottságának (JB) minősítésével az  Pervij Gyivizion, majd 1982-től Premjer-Liga játékvezetője. A nemzeti játékvezetéstől 1992-ben visszavonult.

### Nemzetközi játékvezetés
Az Orosz labdarúgó-szövetség JB terjesztette fel nemzetközi játékvezetőnek, a Nemzetközi Labdarúgó-szövetség (FIFA) 1987-től tartotta nyilván bírói keretében. A FIFA JB központi nyelvei közül az angolt beszéli. 1987-ben 35 évesen a legfiatalabb FIFA játékvezető. Több nemzetek közötti válogatott, valamint UEFA-kupa, Kupagyőztesek Európa-kupája és Bajnokcsapatok Európa-kupája klubmérkőzést vezetett, vagy működő társának partbíróként segített. Az 1980-as, 1990-es évek legismertebb orosz játékvezetője. Az orosz nemzetközi játékvezetők rangsorában, a világbajnokság-Európa-bajnokság sorrendjében a 12. helyet foglalja el 5 találkozó szolgálatával. Az aktív nemzetközi játékvezetéstől 1992.-ben búcsúzott.  Nemzetközi mérkőzéseinek száma, több mint 50. Válogatott mérkőzéseinek száma: 10.

#### Labdarúgó-világbajnokság
Az 1987-es U16-os labdarúgó-világbajnokságon a FIFA JB bíróként foglalkoztatta.
| Időpont          | Helyszín                                            | Mérkőzés típusa              | Mérkőzés                                                | Eredmény | Nézők száma |
| ---------------- | --------------------------------------------------- | ---------------------------- | ------------------------------------------------------- | -------- | ----------- |
| 1987. július 15. | Complexe sportif Claude-Robillard Stadion, Montréal | csoportmérkőzés (C. csoport) | Brazília–Szaúd-Arábia                                   | 0 – 0    | 4400        |
| 1987. július 15. | Complexe sportif Claude-Robillard Stadion, Montréal | csoportmérkőzés (C. csoport) | Franciaország–Szaúd-arábiai U16-os labdarúgó-válogatott | 0 – 2    | 5400        |

Az U20-as, az 1989-es ifjúsági labdarúgó-világbajnokságon a FIFA JB hivatalnokként  alkalmazta.
| Időpont           | Helyszín                  | Mérkőzés típusa              | Mérkőzés                | Eredmény | Nézők száma |
| ----------------- | ------------------------- | ---------------------------- | ----------------------- | -------- | ----------- |
| 1989. február 17. | Fahd király Stadion, Taif | csoportmérkőzés (D. csoport) | Argentína–Spanyolország | 1 – 2    | 14 000      |

Az 1990-es labdarúgó-világbajnokságon a FIFA JB bíróként alkalmazta. A FIFA JB elvárásának megfelelően, ha nem vezetett, akkor valamelyik működő társának segített partbíróként. Kettő csoportmérkőzésen és az egy nyolcaddöntőn tevékenykedett partbíróként. Kettő esetben egyes számú pozíciót kapott, a kor előírásai szerint játékvezetői sérülésnél továbbvezetheti a találkozót. Selejtező mérkőzéseket az UEFA zónában vezetett. Világbajnokságon vezetett mérkőzéseinek száma: 1 + 3 (partbíró).

##### 1990-es labdarúgó-világbajnokság

###### Selejtező mérkőzés
| Időpont             | Helyszín                 | Mérkőzés típusa           | Mérkőzés           | Eredmény | Nézők száma |
| ------------------- | ------------------------ | ------------------------- | ------------------ | -------- | ----------- |
| 1989. szeptember 6. | Heysel Stadion, Brüsszel | előselejtező (7. csoport) | Belgium–Portugália | 3 – 0    | 28 250      |

###### Világbajnoki mérkőzés
| Időpont          | Helyszín                        | Mérkőzés típusa              | Mérkőzés                     | Eredmény | Nézők száma |
| ---------------- | ------------------------------- | ---------------------------- | ---------------------------- | -------- | ----------- |
| 1990. június 15. | Giuseppe Meazza Stadion, Milánó | csoportmérkőzés (D. csoport) | NSZK–Egyesült Arab Emírségek | 5 – 1    | 71 169      |

#### Labdarúgó-Európa-bajnokság
Az 1992-es labdarúgó-Európa-bajnokságon az UEFA JB játékvezetőként foglalkoztatta.

##### 1992-es labdarúgó-Európa-bajnokság

###### Selejtező mérkőzés
| Időpont            | Helyszín                          | Mérkőzés típusa           | Mérkőzés                  | Eredmény | Nézők száma |
| ------------------ | --------------------------------- | ------------------------- | ------------------------- | -------- | ----------- |
| 1990. november 14. | Beşiktaş İnönü Stadion, Isztambul | előselejtező (7. csoport) | Törökország–Lengyelország | 0 – 1    | 48 680      |
| 1991. november 13. | Városi Stadion, Odense            | előselejtező (4. csoport) | Dánia–Észak-Írország      | 2 – 1    | 10 881      |

###### Európa-bajnoki mérkőzés
| Időpont          | Helyszín                  | Mérkőzés típusa                             | Mérkőzés                 | Eredmény | Nézők száma |
| ---------------- | ------------------------- | ------------------------------------------- | ------------------------ | -------- | ----------- |
| 1992. június 10. | Råsundastadion, Stockholm | csoportmérkőzés (A. csoport; nyitómérkőzés) | Svédország–Franciaország | 1 – 1    | 29 860      |

#### Olimpiai játékok
Az 1988. évi nyári olimpiai játékok labdarúgó tornáján a FIFA JB bíróként vette igénybe szolgálatát. A kor elvárása szerint az egyes számú partbíró játékvezetői sérülésnél átvette a mérkőzés vezetését. Partbíróként egy mérkőzésre egyes, egy találkozón 2. pozícióban kapott küldést.
| Időpont              | Helyszín                | Mérkőzés típusa             | Mérkőzés             | Eredmény | Nézők száma |
| -------------------- | ----------------------- | --------------------------- | -------------------- | -------- | ----------- |
| 1988. szeptember 22. | Hanbat Stadion, Daejeon | csoportmérkőzés(D. csoport) | Jugoszlávia–Brazília | 1 – 2    | 31 200      |

#### Nemzetközi kupamérkőzések
Vezetett kupadöntők száma: 1.

##### UEFA-kupa
| Időpont        | Helyszín                 | Mérkőzés típusa     | Mérkőzés                         | Eredmény | Nézők száma |
| -------------- | ------------------------ | ------------------- | -------------------------------- | -------- | ----------- |
| 1991. május 8. | San Siro Stadion, Milánó | döntő első mérkőzés | FC Internazionale Milano–AS Roma | 2 – 0    | 68 887      |

##### Bajnokcsapatok Európa-kupája
| Időpont              | Helyszín                    | Mérkőzés típusa             | Mérkőzés                      | Eredmény |
| -------------------- | --------------------------- | --------------------------- | ----------------------------- | -------- |
| 1989. szeptember 27. | Karađorđe Stadion, Novi Sad | előselejtező (első forduló) | FK Vojvodina–Budapesti Honvéd | 2 – 1    |

## Sportvezetői pályafutása
Aktív pályafutását befejezve az Orosz Labdarúgó-szövetség (RFU) Játékvezető Bizottság általános titkára, ellenőr lett. 2006-tól az RFU Ellenőrzési Bizottságának vezetője. A Cup Cup televíziós csatorna szakértője.

## Szakmai sikerek
- A Szovjetunió Játékvezető Bizottsága (JB) hét alkalommal választotta az Év játékvezetőjének.
- Az IFFHS (International Federation of Football History & Statistics) 1987-2011 évadokról tartott nemzetközi szavazásán 151, játékvezető besorolásával minden idők 117, legjobb bírójának rangsorolta, holtversenyben  Dzsamál as-Saríf, Stefano Farina, Massimo de Santis, Dermot Gallagher, Eduardo Iturralde González, Gianluca Paparesta és Marco Rodríguez társaságában.